# Martial Premat
Martial Premat (* 24. Februar 1977) ist ein französischer Skibergsteiger und Mitglied der Equipe de France de Ski de Montagne.

## Erfolge (Auswahl)
- 2006: 7. Platz bei der Weltmeisterschaft Skibergsteigen Team mit Didier Blanc

- 2007: 8. Platz bei der Europameisterschaft Skibergsteigen Team mit Fabien Anselmet

- 2008:
  - 4. Platz bei der Weltmeisterschaft Skibergsteigen Staffel (mit Nicolas Bonnet, Sébastien Perrier und Adrien Piccot)
  - 10. Platz bei der Weltmeisterschaft Skibergsteigen Team mit Nicolas Bonnet

### Pierra Menta
- 2004: 9. Platz mit Jean-François Premat
- 2005: 7. Platz mit Stéphane Chevallier
- 2006: 10. Platz mit Philippe Blanc